# Barkhausen (Porta Westfalica)
Barkhausen ist ein Stadtteil der Stadt Porta Westfalica im Kreis Minden-Lübbecke und gehört damit zu Ostwestfalen-Lippe im Land Nordrhein-Westfalen.
Der Stadtteil zählt 4254 Einwohner (Stand 2020) und liegt als einziger Stadtteil im Nordwesten von Porta Westfalica und damit auf der linken Weserseite. Er liegt auf einer Höhe von 49 m ü. NN.

## Geschichte
Im Mittelalter war der Ort namensgebender Stammsitz des Adelsgeschlechts derer von Barkhausen. Barkhausen gehörte bis zu den Napoleonischen Kriegen zur Vogtei Berg und Bruch im Amt Hausberge des Fürstentums Minden. Von 1807 bis 1810 gehörte Barkhausen zum Kanton Haddenhausen des napoleonischen Satellitenstaats Königreich Westphalen. Von 1811 bis 1813 gehörte der Ort unmittelbar zu Frankreich und dort zur Mairie Dützen im Arrondissement Minden des Departements der Oberen Ems. Barkhausen fiel 1813 wieder an Preußen und kam 1816 zum neuen Kreis Minden. Im Kreis Minden bildete Barkhausen eine Gemeinde im Amt Dützen.

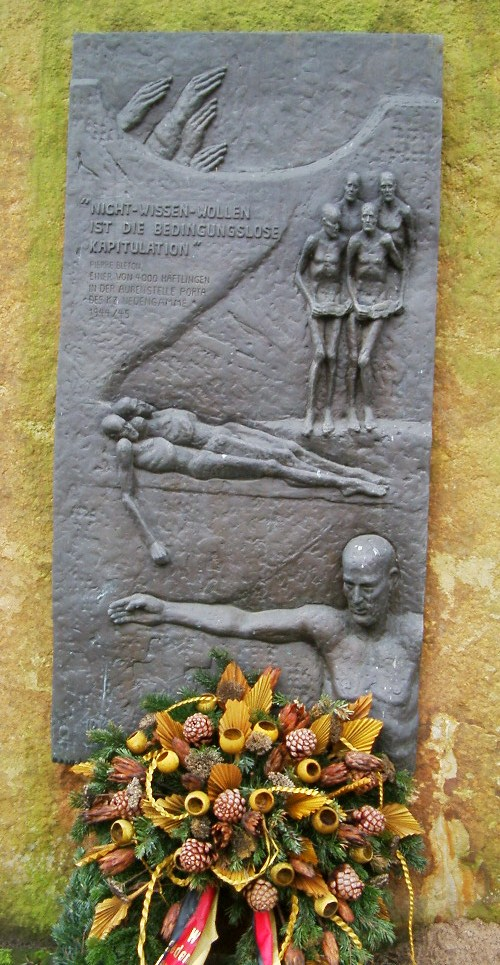
Gedenktafel für die Opfer des KZ-Außenlagers in Porta Westfalica

Ab 1893 war Barkhausen über eine Kleinbahn, die spätere elektrische Mindener Straßenbahn, mit Minden verbunden. Der Grund für diesen Bahnanschluss war das von 1882 bis 1886 errichtete Kaiser-Wilhelm-Denkmal und die darauf folgende Entwicklung des Bereiches um das Hotel Kaiserhof zum Ausflugsziel. Seit den 1930er Jahren lautete der amtliche Name der Gemeinde Barkhausen an der Porta.
In der Zeit des Nationalsozialismus gab es in Barkhausen zwischen März 1944 und April 1945 das KZ-Außenlager Porta Westfalica des KZ Neuengamme. Das Lager befand sich in dem von der SS beschlagnahmten Festsaal des Hotel Kaiserhof, in dem etwa 1500 Häftlinge aus verschiedenen Ländern untergebracht waren. Diese arbeiteten hauptsächlich daran, unterirdische Produktionsstätten für die Rüstungsindustrie im Jakobsberg zu schaffen.
Seit 1954 bestand an der Straßenbahn-Endstelle Porta Anschluss an den Oberleitungsbus Minden, der über die Weser zum Bahnhof Porta Westfalica und weiter nach Hausberge an der Porta führte. Gedacht war an einen Ersatz der eingleisigen Straßenbahn durch eine Obus-Strecke; der Bahn-Einstellung 1959 folgte jedoch ein Betrieb mit Dieselbussen. Der Obus-Betrieb wurde in den 1960er Jahren eingestellt.
Im Rahmen der Gebietsreform wurde Barkhausen am 1. Januar 1973 in die neugeschaffene Stadt Porta Westfalica eingemeindet.

## Archäologie
Am 8. Juli 2008 wurde durch lizenzierte Sondengänger während der Untersuchungen des Bodenaushubs, der bei der Erschließung des Baugebietes „Auf der Lake“ anfiel, zufällig das Römerlager Porta Westfalica entdeckt. Es war die einzige größere, nicht bebaute Fläche im Ort. Bereits 1950 wurde in etwa 150 Meter Entfernung eine römische Goldmünze aus augusteischer Zeit entdeckt.
Der Fund einer römischen Aucissafibel und römischer Bronzemünzen veranlasste die Entdecker zu einer sofortigen Meldung an das zuständige Fachamt für Bodendenkmalpflege, in diesem Fall die Außenstelle Bielefeld der LWL-Archäologie für Westfalen. Die begann kurzfristig mit einer Rettungsgrabung unter Beteiligung von ehrenamtlich tätigen Sondengängern.
Die Grabungen auf einer Fläche von 30.000 m² dauerten bis zum Jahr 2011 an und brachten 878 Befunde sowie eine große Anzahl an Fundstücken von der Bronzezeit bis zur Frühen Neuzeit zutage. Die Vielzahl der Funde deutet darauf hin, dass der Ort aufgrund der durchführenden Verkehrswege zu verschiedenen Zeiten als Lagerplatz genutzt wurde. Zu den Funden aus der augusteischen Epoche gehören Zeltheringe, zehn Fibeln, der Verschluss eines Kettenpanzers, Nägel von römischen Legionärssandalen (Caligae), Bleilote zur Geländevermessung sowie eine Wurfspeerspitze und zwei Lanzenspitzen. Es wurden über 100 römische und keltische Münzen gefunden, durch die sich zwei Zeithorizonte abzeichnen. Auf die Zeit der Drusus-Feldzüge von 12 bis 9 v. Chr. weisen eine gallische Kleinbronze der Remer und acht in Gallien geprägte Münzen. Charakteristisch für die Zeit nach Christi Geburt sind zwei Gaius-Lucius-Denare, elf in Lyon und Rom geprägte Münzen sowie vier keltische Kleinbronzen.
Im Gelände wurden die Reste von 30 aus Lehm gefertigten römischen Feldbacköfen lokalisiert. Ein für römische Marschlager typischer V-förmiger Spitzgraben konnte nicht entdeckt werden.
Es wird angenommen, dass das Lager nicht dauerhaft besetzt war, sondern nur zum zeitweiligen Aufenthalt diente.

Der Landschaftsverband Westfalen-Lippe vermutete, dass sich der römische Feldherr Varus in dem Lager aufgehalten habe, bevor er in die Schlacht gezogen sei. Die Fundstelle passe zu den historischen Quellen. Auch sei die Distanz von den römischen Lippelagern nach Kalkriese plausibel. Das Römerlager Porta Westfalica war in zwei Tagesmärschen von dem 2017 entdeckten Römerlager Bielefeld-Sennestadt zu erreichen.

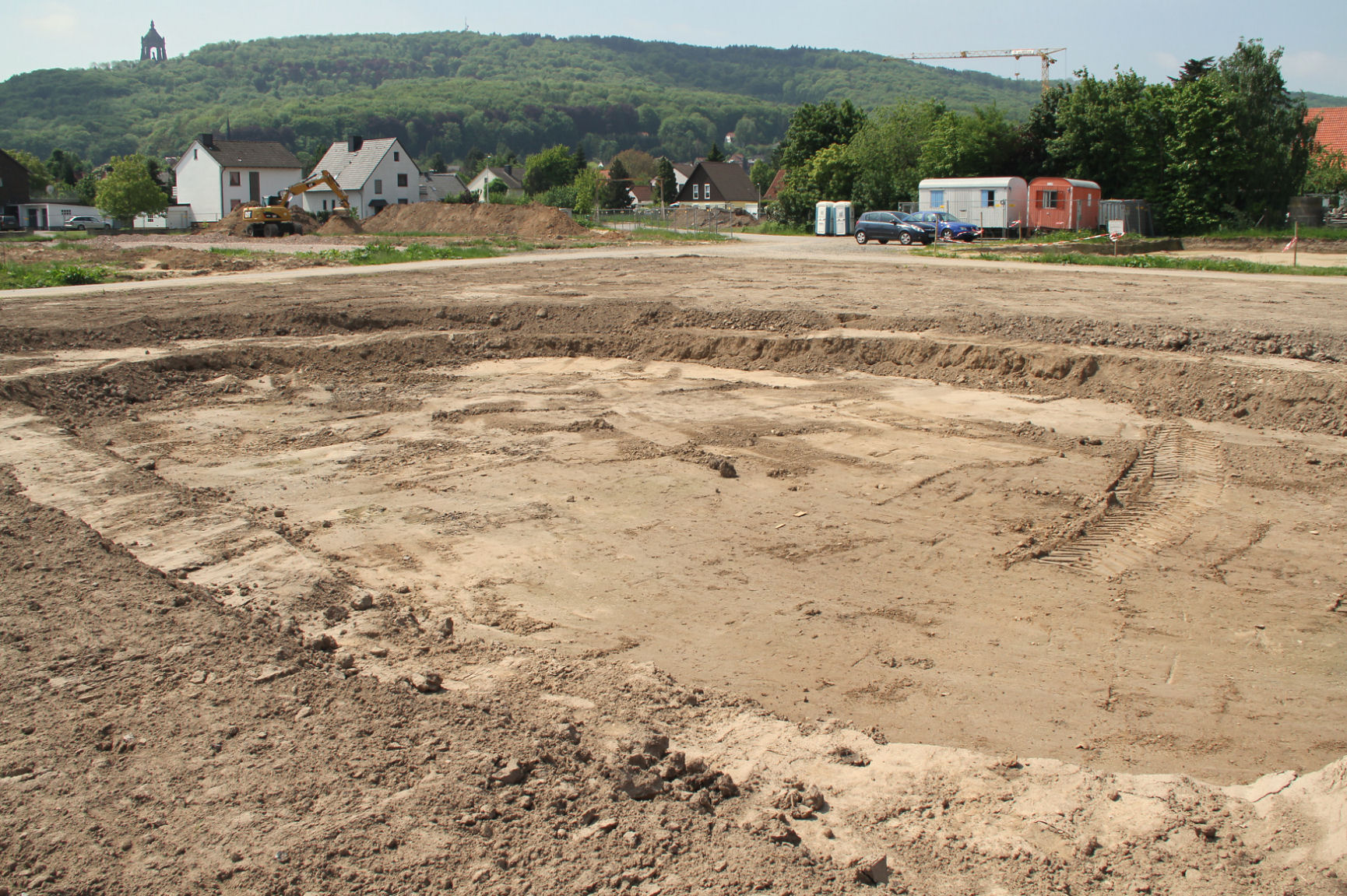
Ausgrabungen auf dem unbebauten Flurstück „Auf der Lake“, im Hintergrund der Wittekindsberg mit dem Kaiser-Wilhelm-Denkmal, 2008

Am Westrand des Areals fand sich innerhalb eines bronzezeitlichen Urnengräberfeldes eine für Westfalen ungewöhnlich reiche Bestattung eines Mannes mit einem Bronzeschwert aus der Zeit ca. 1200 bis 1100 v. Chr. Zu den Beschlägen seiner Schwertscheide gibt es Vergleichsstücke im nördlichen Niedersachsen und in Mecklenburg-Vorpommern. Einer früheisenzeitlichen Brandbestattung aus dem 6. Jahrhundert v. Chr. diente eine ca. 17 cm hohe bronzene Rippenziste als Urne, die ursprünglich wohl in Oberitalien angefertigt worden war.
Im 8. und 9. Jahrhundert n. Chr. wurde ein kleines Körpergräberfeld angelegt. Zahlreiche andere metallene Kleinfunde, u. a. Geschosskugeln aus Blei, und Gruben mit Brandresten stammen von einem Landsknechtslager aus dem Dreißigjährigen Krieg, das vermutlich mit der Belagerung von Minden im Jahr 1634 zusammenhängt. Der jüngste archäologische Befund ist eine gut erhaltene britische Telefonleitung, die unmittelbar nach dem Ende des Zweiten Weltkriegs angelegt worden war, jedoch seit langem nicht mehr in Funktion war.
Vor Ort befindet sich heute noch eine Dauerausstellung zum Römerlager und zu weiteren Funden, die 2022 neu konzipiert wurde. Ergänzt wird die Ausstellung seither durch einen weiteren Teil, in dem unterschiedliche ur- und frühgeschichtliche Funde aus dem Bereich der Stadt Porta Westfalica präsentiert werden.

## Sehenswürdigkeiten

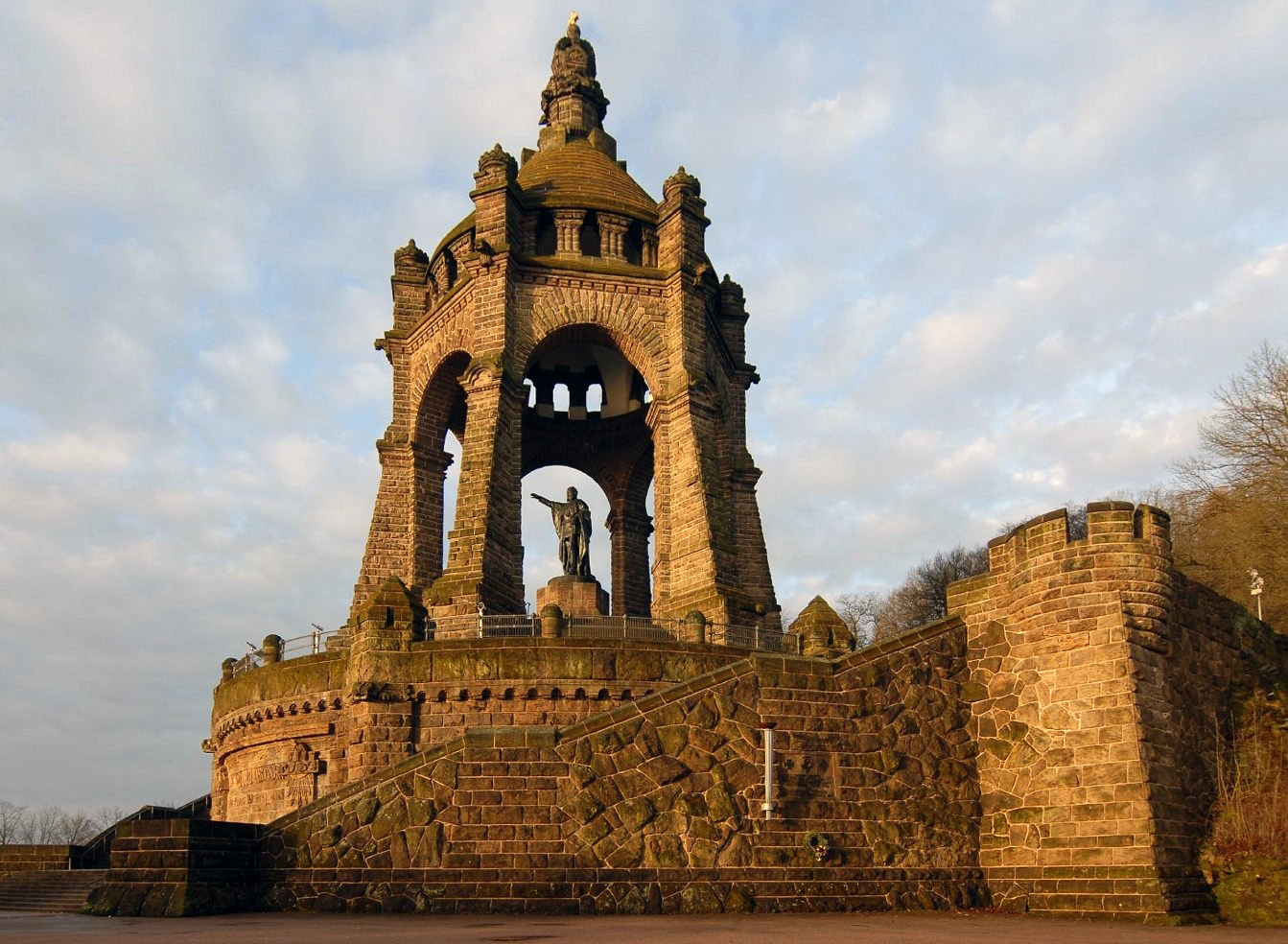
Kaiser-Wilhelm-Denkmal

Eine überregional bekannte touristische Sehenswürdigkeit ist das Kaiser-Wilhelm-Denkmal auf dem Wittekindsberg, welches neben dem Fernsehturm als Wahrzeichen der Stadt Porta Westfalica dient. Ebenfalls auf diesem Berg befindet sich die Wittekindsburg.
Sehenswert ist außerdem ein ehemaliges Herrenhaus an der Bundesstraße 61, das Gut Wedigenstein. Außerdem  gibt es die Evangelische Kirche Barkhausen und die zugehörige Kapelle Barkhausen. Im nördlichen Stadtteilgebiet liegt der Baltus See.

## Verkehr
Bis zum Bau des Weserauentunnels führte die B 61 durch den Kern des Stadtteils. Die Weserbrücke Porta verbindet den Stadtteil mit dem Stadtteil Hausberge.
Busverbindungen bestehen nach Minden und über das Zentrum in Hausberge bis nach Eisbergen.

## Persönlichkeiten

### Söhne und Töchter des Ortes
- Ida Carola Ströver-Wedigenstein (1872–1955), Lyrikerin und bildende Künstlerin
- Martin Hutze (1894–1968), Kommunalpolitiker, Bürgermeister der Stadt Minden 1945–1946
- Wilhelm Witthaus (1900–1974), Politiker (NSDAP)
- Friedrich L. Boschke (1920–1999), Chemiker und Wissenschaftsautor
- Wolfhard Möller (* 1944), Physiker und Hochschullehrer
- Ekkehard W. Stegemann (1945–2021), evangelischer Theologe und Hochschullehrer
- Wolfgang Stegemann (1945–2023), evangelischer Theologe und Hochschullehrer, Zwillingsbruder von E. W. Stegemann
- Norbert Mette (* 1946), römisch-katholischer Theologe und Hochschullehrer
- Reinhard Korte (* 1948), Kommunalpolitiker (CDU), Bürgermeister der Stadt Minden 1999–2004

### Persönlichkeiten, die mit dem Ort verbunden sind
- Karl Friedrich Stellbrink (1894–1943), Pfarrer und Widersacher der Nationalsozialisten, war 1920/1921 Vikar in Barkhausen